# Idiops hamiltoni
Idiops hamiltoni là một loài nhện trong họ Idiopidae.
Loài này thuộc chi Idiops. Idiops hamiltoni được Mary Agard Pocock miêu tả năm 1902.